# Nissan Pathfinder
Pour les articles homonymes, voir Pathfinder.
Le  Pathfinder (ou Terrano dans certains pays), est un véhicule tout-terrain commercialisé par le constructeur automobile japonais Nissan.

## Première génération WD21 (1986 — 1995)

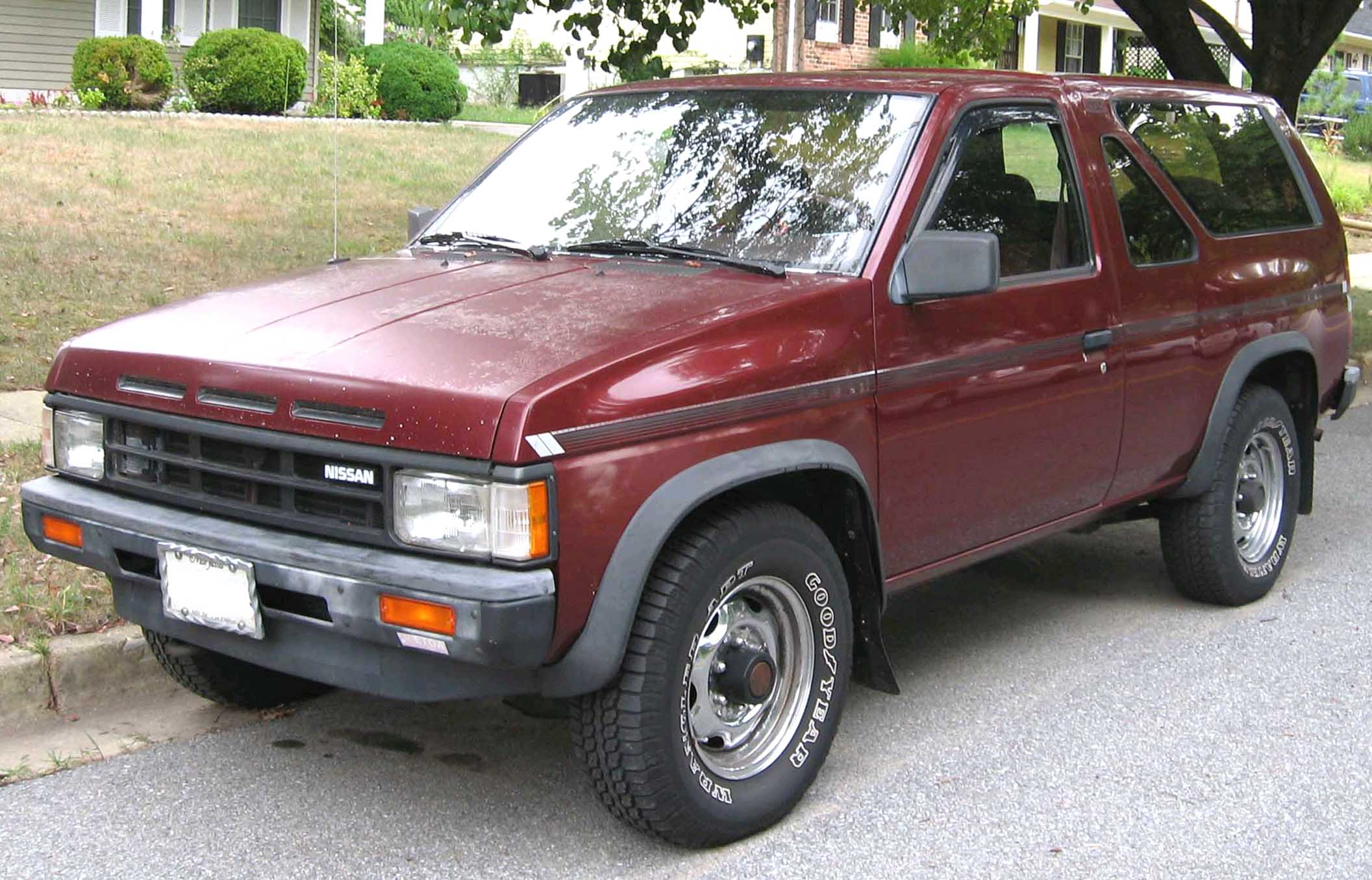
Face avant du Pathfinder WD21

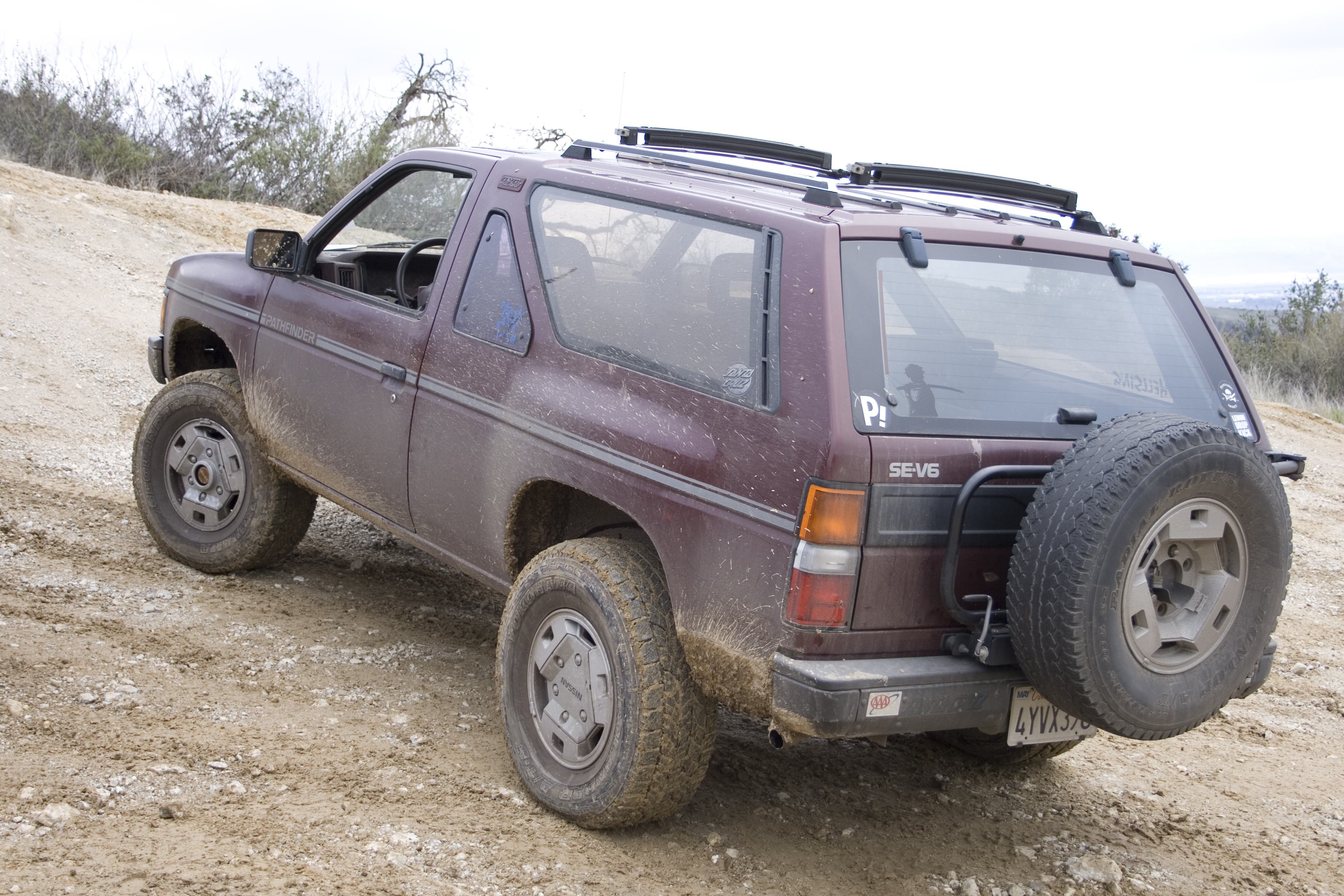
Face arrière

Son premier modèle, le WD21, datant de 1986, était présenté comme un véhicule tout-terrain compact. Il repose sur un châssis échelle de camionnette, suspendu sur un essieu rigide à l'arrière, et sur des suspensions indépendantes à l'avant. Alors qu'il est connu en Amérique du Nord sous le nom de Pathfinder, il adopte le nom de Terrano dans le reste du monde.
| Essence |                            |      |        |
| Z24     | 4 cylindres en ligne       | 2,4L | 106 ch |
| KA24E   | 4 cylindres en ligne       | 2,4L | 140 ch |
| VG30I   | 6 cylindres en V           | 3,0L | 145 ch |
| VG30E   | 6 cylindres en V           | 3,0L | 153 ch |
| Diesel  |                            |      |        |
| TD272   | 4 cylindres en ligne       | 2,7L | 84 ch  |
| TD27T2  | 4 cylindres en ligne turbo | 2,7L | 99 ch  |
| TD27T4  | 4 cylindres en ligne turbo | 2,7L | 113 ch |

## Deuxième génération R50 (1996 — 2004)
Cette deuxième génération de Pathfinder adopte une structure monocoque à la place du châssis à longerons du WD21 (qui sera par ailleurs remis aux goûts du jour dans la version R51 du Pathfinder), mais il conserve l'utilisation d'un pont rigide à l'arrière. En Amérique du Nord, le V6 3,5 litres de Nissan VQ35DE, développe 240 ch, tandis que les versions européennes et japonaises sont disponibles en version Diesel.

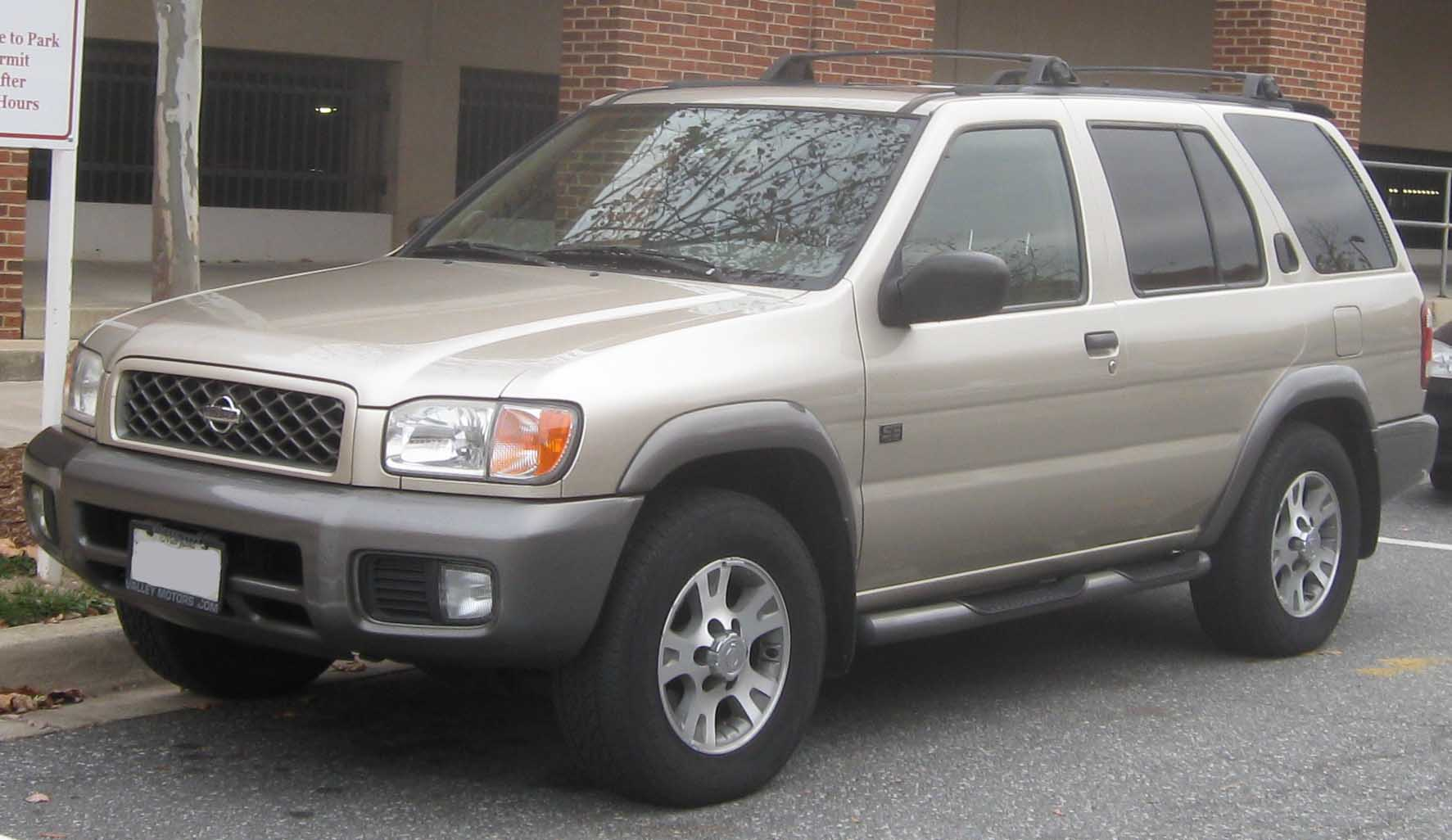
Nissan Pathfinder (R50)

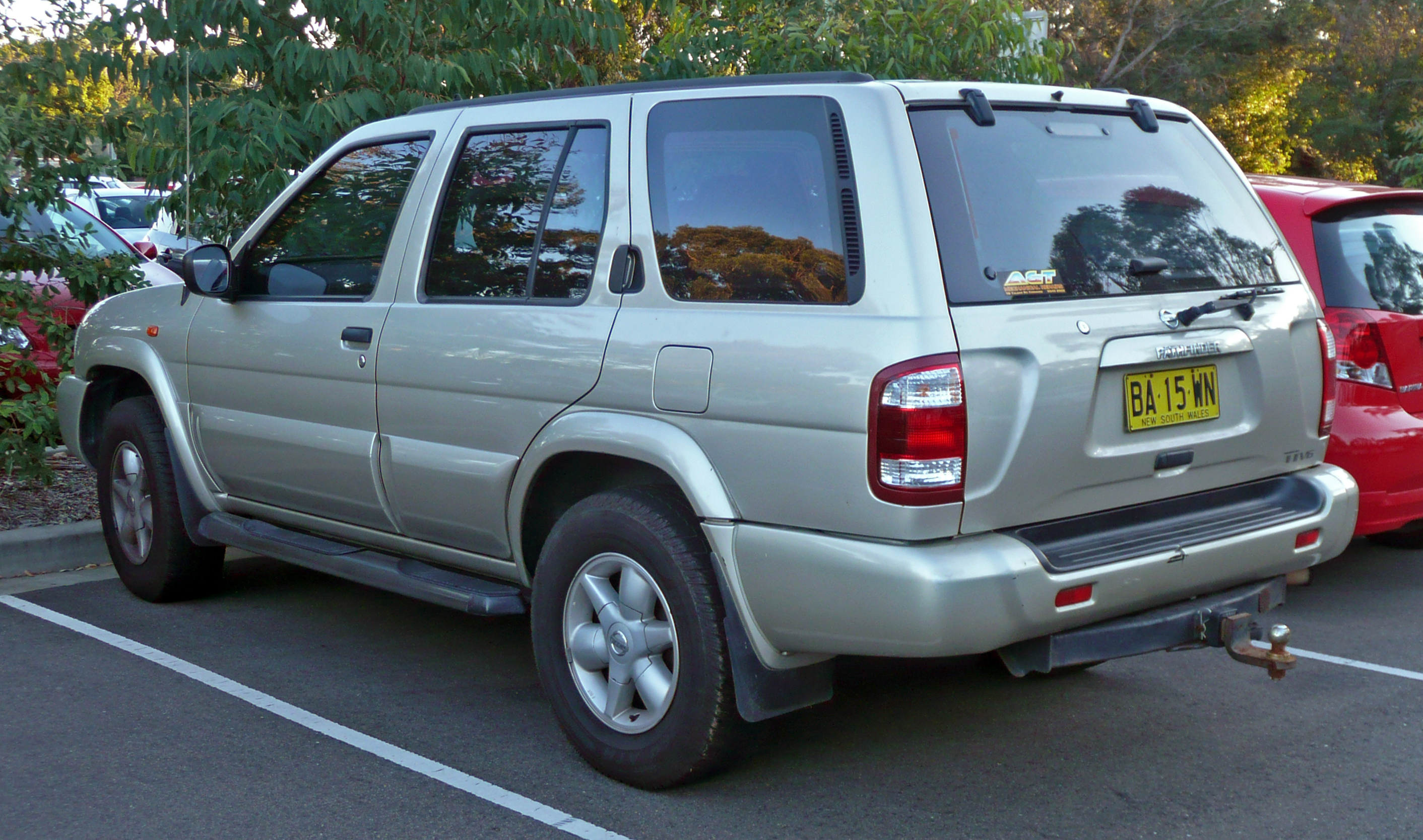

## Troisième génération R51 (2005 — 2013)

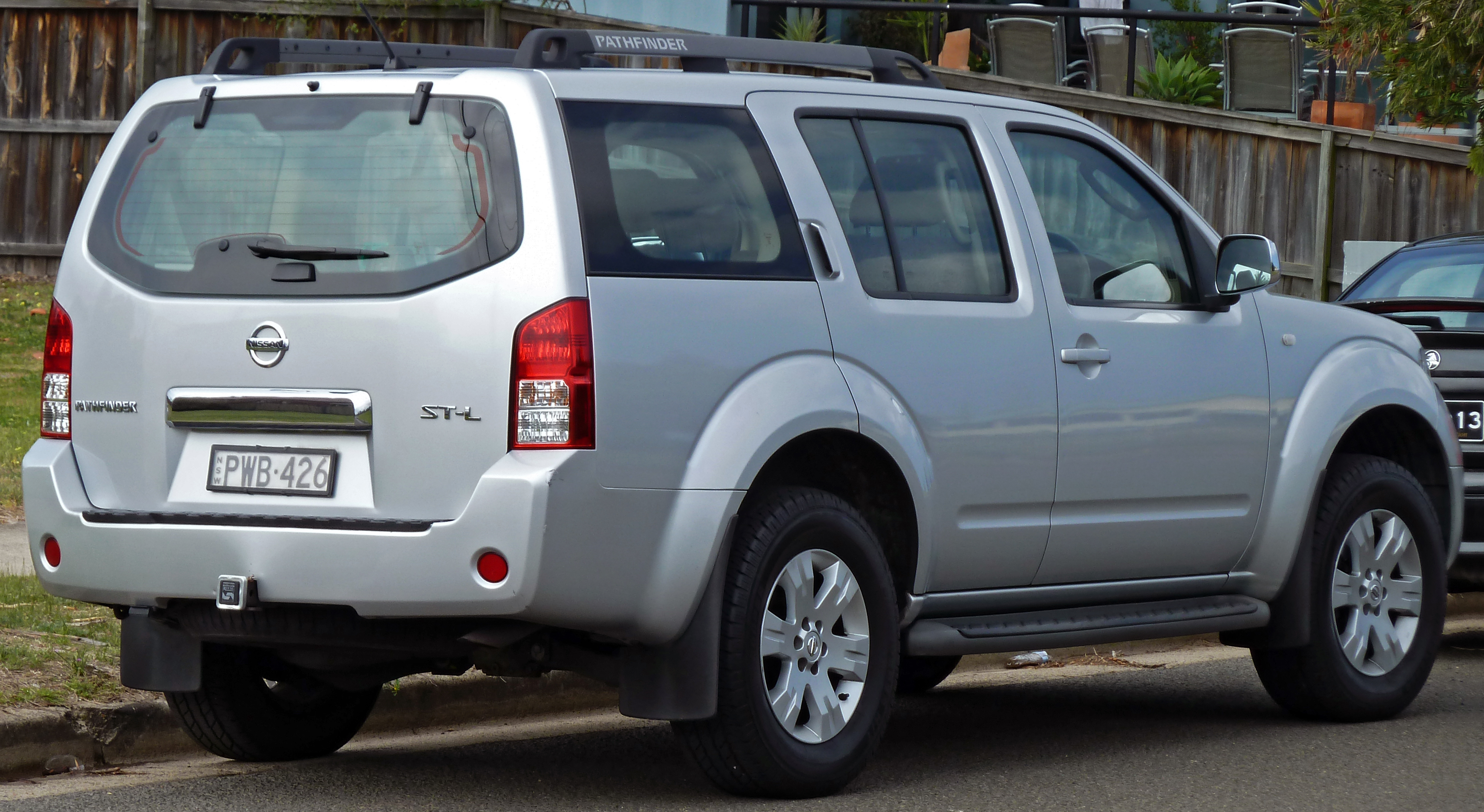
Nissan Pathfinder (R51) Phase I

Courbe de performances du YD25DDTi

Cette version du Pathfinder, datant de 2005 (code châssis R51) est dotée de suspensions indépendantes, mais elle conserve toutefois un châssis séparé de 4x4 traditionnel, la plateforme F-Alpha de Nissan, lui conférant certains atouts hors des sentiers battus. Au niveau des équipements, le Pathfinder propose une large gamme d'options et 3 niveaux de finition (Sport, Confort et Luxe). Sa version Plaza a été créée afin de faire de l'ombre aux onéreux SUVs allemands (Audi Q7, BMW X5, Mercedes ML...), tandis que sur le plan des capacités tout-terrain, il a pour principal concurrent le célèbre Toyota Land Cruiser. Sa carrosserie est basée sur le prototype Nissan Dunehawk présenté en 2003 au salon de Francfort.
Le Pathfinder est, avec le Navara, le dernier véhicule tout-terrain de la marque à être commercialisé en France,
Le Pathfinder possède sept places assises sur toutes ses déclinaisons (hormis la version Sport). Les six places passagers pouvant être rabattues, l'habitacle du véhicule offre ainsi 64 combinaisons différentes, dont un vaste plancher plat de deux mètres lorsque les deuxième et troisième rangées sont rabattues, permettant de poser un matelas afin de dormir, ou simplement de transporter une charge encombrante. Le volume du coffre varie de 190 à 2 091 litres en fonction de ces configurations. En outre, on peut considérer qu'il dispose d'une déclinaison pick-up, le Nissan Navara, du fait d'un design intérieur/extérieur et de motorisations identiques.
En dehors des sentiers battus, le Nissan Pathfinder offre la possibilité de jongler entre plusieurs types de transmissions : un mode deux roues motrices, un automatique, un 4x4 permanent sans différentiel central donc inutilisable sur route (comme tout 4x4 enclencheable), et un mode avec une réduction de 2,6:1, qui est assez avantageuse en franchissement.
Son châssis échelle (ou châssis séparé) le différencie des SUV et Crossovers et lui assure de bonne capacités hors-route, bien qu'il adopte tout de même des suspensions indépendantes, provoquant des levers de roue fréquents sur les terrains à croisements de ponts. Le Pathfinder possède un système de contrôle de traction électronique qui bloque automatiquement une roue grâce au système de freinage en cas de perte d'adhérence de la roue et ainsi renvoyer le couple aux autres roues adhérentes, afin de pallier l'effet différentiel. Sa garde au sol de 238 mm lui offre également des possibilités de passage d'ornières remarquables. Son angle d'attaque est avantageux (34°), tandis que l'angle ventral (24°) et de sortie (25°) sont quelconques, principalement dus à un porte-à-faux non négligeable à l'arrière et à un empattement élevé.
La version européenne se trouve dotée d'un moteur à quatre cylindres en ligne de 2,5 litres (le YD25DDTi), un diesel injection directe à rampe commune développant 174 ch à 4 000 tr/min et 403 N m de couple à un faible régime de 2000 tr/min. Malgré son appellation 2,5 dCi en Europe, ce moteur n'a aucun lien avec les dCi produits par Renault et est fabriqué par Nissan. En 2008, afin de répondre aux nouvelles normes Euro 4 de pollution automobile en Europe, le moteur subit de légères modifications (ajout d'un filtre à particules), et développe alors 171 ch, ce qui entraîne une légère surconsommation. En Amérique du Nord, il adopte un V6 4 litres de 270 ch.
Sur sa version Diesel, le Pathfinder parvient à modérer sa consommation à moins de 10 l/100 km sur boîte manuelle (données constructeur selon les normes européennes). Son grand réservoir de 80 litres lui confère dans ces conditions une autonomie de plus de 750 km. Le moteur assure une capacité de traction de trois tonnes, et permet au Pathfinder d'effectuer son 400 m départ arrêté en 17,7 secondes.

### Phase 1
| Essence                |           |        |         |               |          |             |
| 4,0 V6 Nissan (VQ40DE) | 3 954 cm³ | 269 ch | 385 N m | 13,5 l/100 km | 327 g/km | 2005 –      |
| Diesel                 |           |        |         |               |          |             |
| 2,5 dCi (YD25DDTi)     | 2488 cm³  | 174 ch | 403 N m | 9,5 l/100 km  | 238 g/km | 2005 – 2010 |

### Phase 2

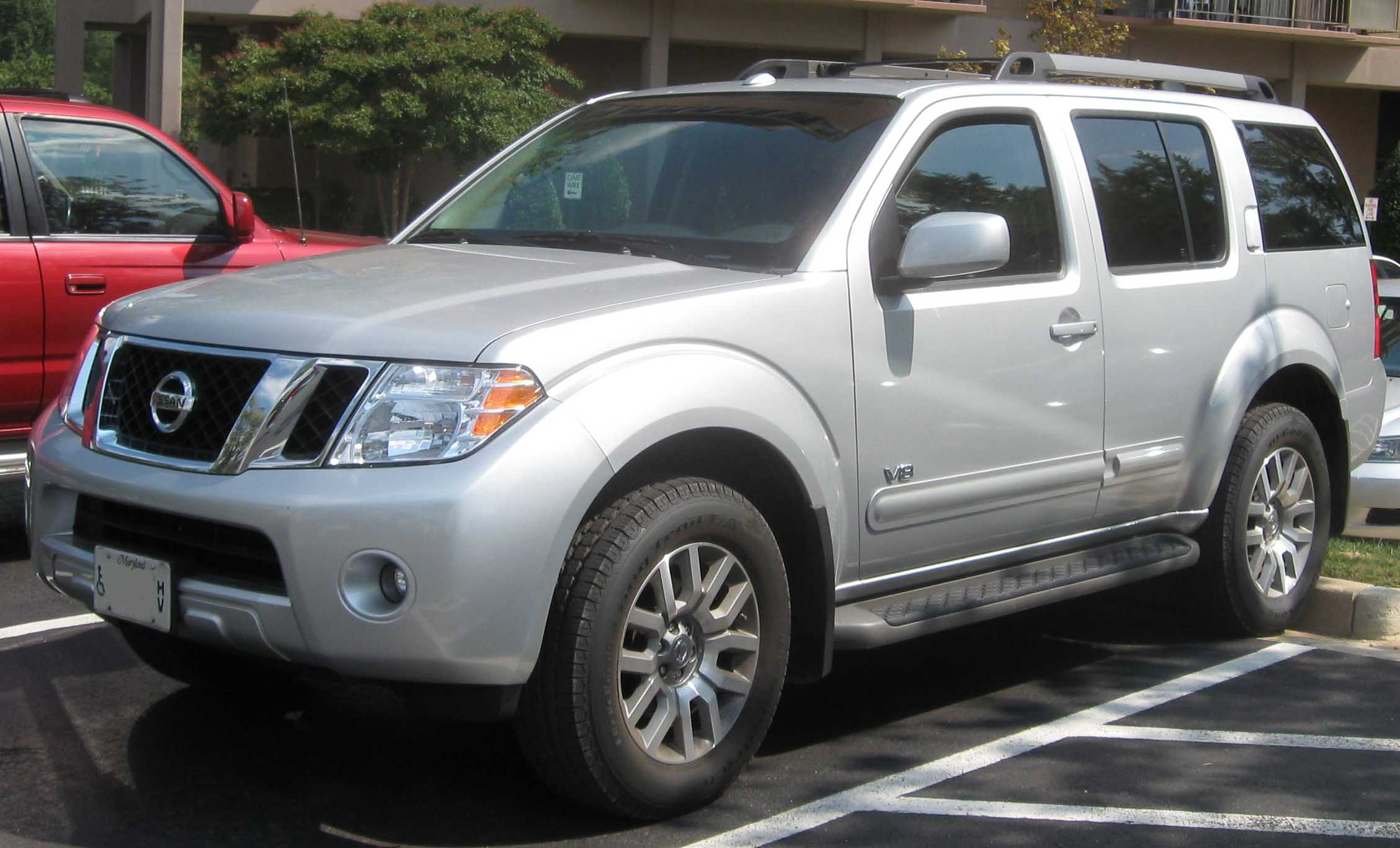
Pathfinder 2008 Phase II

La version 2008 américaine du Pathfinder (2010 en Europe) voit ses lignes extérieures légèrement retouchées et arrondies, en particulier autour de la calandre et sur le bouclier, tandis que des renfoncements du coffre autour des feux mettent en avant la masse de l'arrière. Le véhicule est allongé de 8 centimètres et le coefficient de traînée est réduit à 0,37.
Le 4 cylindres en ligne 2,5 litres diesel évolue : la pression dans le common rail passe de 1 800 à 2 000 bars, portant la puissance à 190 ch, le couple à 450 N m, et diminuant sa consommation de près d'un litre pour descendre à 8,5 l/100 km (donnée constructeur). Le turbo à géométrie variable, lui, voit sa commande électropneumatique (électrovanne sur pompe à vide) disparaître, et laisser place à une actionnement entièrement électrique.
D'autre part, un V6 diesel de 3 litres apparaît, un bloc moteur V9X (en) développé par Renault, avec 231 ch pour 550 N m de couple, permettant au Pathfinder de tracter 500 kg supplémentaires. Sur cette motorisation, la boîte de vitesses automatique est dotée de 7 rapports, contre 5 sur les motorisations Diesel 4 cylindres et V6 essence.
En Amérique du Nord, le Pathfinder dans sa déclinaison luxueuse (version LE), propose également depuis 2008 un V8 5,6 litres de 310 ch, dont l'appétit n'est pas en reste.
À l'utilisation, la finition s'améliore, jugée parfois sommaire sur l'ancien modèle. Un limiteur de vitesse vient épauler le régulateur. Quant à l'ordinateur de bord et son GPS intégré, il adopte un écran tactile, devenu une constante chez les autres constructeurs, et s'offre également un disque dur de 10 Go accouplé à un lecteur DVD.
| Essence                       |           |        |         |               |          |             |
| 4,0 V6 Nissan (VQ40DE)        | 3 954 cm³ | 269 ch | 385 N m | 13,5 l/100 km | 327 g/km | 2005 –      |
| 5,6 V8 Nissan (VK56DE (en))   | 5552 cm³  | 310 ch | 527 N m | 14,5 l/100 km | 551 g/km | 2008 –      |
| Diesel                        |           |        |         |               |          |             |
| 2,5 dCi Nissan (YD25DDTi)     | 2488 cm³  | 190 ch | 450 N m | 8,5 l/100 km  | 224 g/km | 2005 – 2010 |
| 3,0 V6 dCi Renault (V9X (en)) | 2991 cm³  | 231 ch | 550 N m | 9,5 l/100 km  | 250 g/km | 2010 –      |

#### Utilisateurs militaires
- Espagne

## Quatrième génération R52 (2013 —)

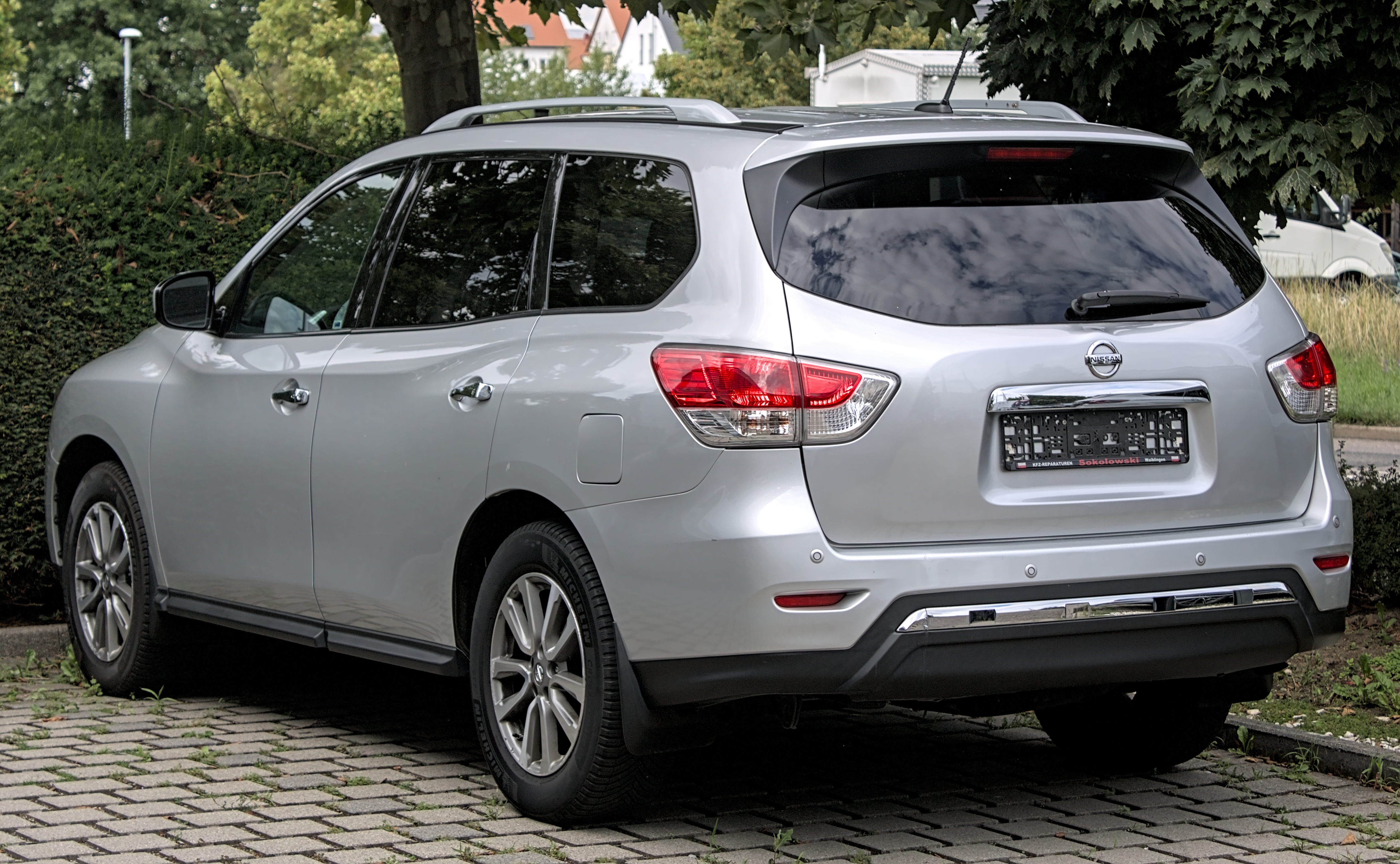
Face arrière

La nouvelle génération du Nissan Pathfinder est arrivée en été 2013 en Amérique du Nord. Cette nouvelle mouture marque la fin du Pathfinder baroudeur et rustique pour un modèle plus raffiné et urbain, davantage adapté à la clientèle actuelle.
Le châssis retrouve sa configuration monocoque (tout comme la version R50 du Pathfinder), rendant le comportement routier moins pataud en permettant un gain de poids de plus de 220 kg. La carrosserie est maintenant arrondie afin de réduire le coefficient de traînée, et la garde au sol est réduite. Des changements majeurs au niveau de la transmission ont été effectués : exit la gamme de vitesses courtes et la transmission 4x4 à différentiel central bloqué, la gestion du report de couple est désormais entièrement électronique. La boîte de vitesses laisse également place à une transmission CVT.
Côté moteur, un V6 de 3,5 litres développant 260 ch déjà utilisé par la marque dans sa gamme Infiniti est proposé dans un premier temps. En effet, une version hybride (moteur essence à 4 cylindres en ligne accouplé à un moteur électrique de 15kW) est prévue pour l'année 2014.